# Колибри
Коли́бри (лат. Trochilidae) — семейство маленьких птиц из отряда стрижеобразных (Apodiformes). Известно более 350 видов, обитающих в Америке от Аляски и Лабрадора до Огненной Земли, многие виды являются эндемиками. Широко распространены в тропических лесах, особенно на среднегорье. Большую часть рациона колибри составляет богатый углеводами сладкий нектар цветковых растений, который они добывают с помощью длинного чувствительного языка. В качестве белковой добавки выступают мелкие членистоногие, которых птицы ловят в воздухе или снимают с листьев и паутины.
Благодаря питанию нектаром колибри являются опылителями; многие растения Нового Света опыляются исключительно ими.
Колибри обладают ярким оперением, часто с металлическим блеском. Его цвет зависит от микроструктуры перьев и меняется при разном освещении. У некоторых представителей семейства может быть хорошо выраженный хохол или своеобразный воротник. Не очень длинные крылья колибри включают десять развитых первостепенных и шесть-семь укороченных второстепенных маховых перьев. Хвост, как правило, в два раза короче сложенных крыльев и состоит из десяти рулевых перьев. В полёте концы крыльев описывают плоскую восьмёрку. Колибри — единственные в мире птицы, способные летать хвостом вперёд. Ресурсоёмкий полёт колибри и быстрый обмен веществ предъявляют высокие требования к внутреннему строению птиц.
Колибри являются полигамными птицами. Самец занимается только оплодотворением, все остальные заботы по выращиванию потомства берёт на себя самка. Гнёзда колибри обычно очень маленькие, основным материалом для внешней стенки являются лишайники, мхи, паутина, листья, корешки, кора, а внутренний слой строится из мягких растительных материалов, перьев и волос. Кладка почти всегда состоит из двух белых неглянцевых яиц овальной формы. У маленьких колибри их масса составляет до 35 % от массы самки, из-за чего они откладывают яйца только один раз в год, в то время как более крупные виды могут делать две-три кладки. Птенцы вылупляются слепыми и беспомощными, для них характерна высокая смертность в раннем возрасте.
В пределах семейства традиционно выделяют подсемейство колибри-отшельников (Phaethornithinae), включающее шесть родов, и подсемейство типичных колибри (Trochilinae), включающее около сотни родов. Связи внутри семейства изучены слабо, многие виды, не связанные родством, имеют схожие признаки, развившиеся в результате конвергентной эволюции. Включение птиц в отряд стрижеобразных на основании близкого родства поддерживается многими учёными, однако ряд специалистов считает положение таксона неопределённым.

## Описание
Колибри — маленькие птицы. Размеры представителей семейства варьируют от 5 до 22 см. Большинство видов имеют средний размер 6—12 см и массу тела 2,5—6,5 г (по другим данным, 3—7 г). Самые лёгкие колибри — краснобрюхий солнечный колибри (Phaethornis ruber) из Гайаны и Бразилии и колибри-пчёлка (Mellisuga helenae) с Кубы — весят 1,6—1,9 г, а самый тяжёлый — исполинский колибри (Patagona gigas) — 19—21 г (по другим данным, 18—20 г). Расстояние от кончика клюва до кончика хвоста у колибри-пчёлки составляет 62 мм — это самые маленькие птицы на планете. Орлиноклювые колибри (Eutoxeres), колибри-мечеклювы (Ensifera) и голубокрылые колибри (Pterophanes) обычно на 12—14 г тяжелее средних колибри.
Половой диморфизм, проявляющийся в окраске оперения и различных украшениях на теле, образованных видоизменёнными перьями, характерен для типичных колибри. Большинство самцов колибри имеют чрезвычайно яркую, выделяющуюся окраску, служащую визуальным сигналом при охране территории или для привлечения самки, а также для внутривидовой идентификации. Все виды активности колибри, связанные с гнездованием и выведением потомства, выполняются самками, у которых яркое оперение отсутствует. Визуальное представление эффективно только с близкого расстояния, поэтому сопровождается у колибри сложным вокальным репертуаром. Некоторые виды колибри имеют ярко выраженный хохол, другие — воротник, состоящий из удлинённых перьев по бокам головы и шеи. Горловое пятно и грудь у самцов ярко окрашены, часто с металлическим блеском. Обитающие в лесах колибри-отшельники окрашены менее ярко, что, вероятно, связано со слабой освещённостью и отсутствием территориального поведения. У некоторых колибри половой диморфизм не выражен, самки и самцы птиц родов колибри (Colibri) и гранатовые колибри (Eulampis) визуально почти не отличаются.
Клювы колибри, обычно тонкие и длинные, чрезвычайно разнообразны: они могут быть прямыми, слегка или сильно изогнутыми книзу, относительно короткими или очень длинными. Клюв колибри-мечеклювов достигает 12 см и длиннее всего остального тела птицы. Обычно клюв тёмный, но иногда может быть ярко окрашен. Вблизи его краёв расположены щелевидные ноздри. Они часто покрыты оперкулумом, возможно для защиты дыхательной системы от пыльцы. У птиц маленький разрез рта и узкий зев, а слюнные железы развиты гораздо слабее, чем у стрижей. Радужина глаза у всех колибри тёмная.
Колибри обладают короткими слабыми ногами с четырьмя пальцами, четвёртый палец направлен назад (анизодактильная нога). Это позволяет птицам обхватывать тонкие ветки и сидеть на них. Когти такой же длины, что и пальцы. Колибри не способны ходить по земле, перебирая ногами, и могут использовать их только для сидения. Некоторые виды могут карабкаться по вертикальным поверхностям, скалам.
Внешне на колибри похожи нектарницы (Nectariniidae), занимающие ту же экологическую нишу, но в Восточном полушарии. Однако эти две группы птиц не находятся в родстве, нектарницы относятся к воробьинообразным.

### Оперение
Яркие радужные цвета горловых пятен, хохолков и некоторых других участков тела обусловлены микроструктурой перьев. У них обычно отсутствуют крючочки, а под верхним слоем в перьевых бороздочках находится неоднородный слой меланинов, сформированный наподобие мозаики и заполненный воздушными пузырьками. В пределах одной бороздочки этот слой может включать до 10 уровней. Исследования с помощью электронного микроскопа, проведённые Крофордом Гринуолтом, показали, что толщина верхнего слоя и удерживаемого внутри воздуха, влияет на эффекты интерференции. Показатель преломления меланиновой матрицы составляет 2,2, но может меняться в диапазоне от 1 до 1,85 на красном конце спектра и до 1,5 на синем конце с изменением объёма воздуха. Особенно яркими являются хохлы, воротники или горло самцов колибри. Верхний слой бороздок на этих перьях плоский и отражает свет в узком направлении, при небольших движениях колибри цвет может меняться от красного или фиолетового до зелёного или чёрного. На спине у птиц верхний слой у бороздок не плоский, а выпуклый, они отражают свет в разных направлениях, из-за чего спина у колибри окрашена менее интенсивно и имеет один цвет под любыми углами. Обычно ярко окрашено не всё перо, а только треть, непрерывный цвет достигается за счёт высокой плотности перьев. Преобладает изумрудно-зелёная окраска.
Крыло колибри включает десять первостепенных маховых перьев, размер которых постепенно увеличивается от внутренней части крыла к внешней почти у всех представителей семейства. Исключение составляют трёхцветный селасфорус (Selasphorus platycercus) и вымпелохвостые колибри (Trochilus), у которых внешние первостепенные маховые перья слегка уменьшены, а также колибри-саблекрылы (Campylopterus), у которых в разной степени утолщены три внешних пера. У колибри шесть или семь коротких второстепенных маховых перьев. Крылья колибри редко бывают яркими, их цвет основан на пигментах, как и у почти всех других птиц, и может быть матово-охристым, буроватым или чёрным (исключение составляет Eulampis jugularis). Возможно, этому способствовала адаптация к специфическому полёту, так как для ярких перьев характерно отсутствие крючочков между бороздочками, что уменьшает механическую прочность лопасти крыла. У маховых перьев колибри бороздки очень узкие, направленные в сторону кончика пера, при этом крючочки соединяют бороздочки только в одном направлении.
Хвосты могут быть короткими и срезанными прямо, округлыми, клиновидными, раздвоенными или V-образными. Почти все представители семейства имеют десять рулевых перьев, исключение составляет лоддигезия (Loddigesia mirabilis), у которой только четыре рулевых пера. Как правило хвост короче сложенных крыльев. У некоторых видов часть перьев хвоста может равняться по длине или быть в два раза длиннее остального тела птицы, к ним относятся колибри-лесбии (Lesbia), вымпелохвостые и перуанские колибри (Thaumastura). У некоторых птиц, в частности у ракетохвостого колибри (Discosura longicaudus) и знаменщика Ундервуда (Ocreatus underwoodii), стержни удлинённых перьев почти лишены опахала, а на их концах расположены небольшие флажки.
Ноги колибри-эрионов (Eriocnemis), колибри-хаплофедий (Haplophaedia), колибри-знаменщиков (Ocreatus) оперены до пальцев, на них образуются белые или рыжие пушистые манжеты. Количество контурных перьев колеблется в диапазоне 900—1700, у некоторых видов колибри не превышает 1000. Учитывая размеры птиц, плотность перьев примерно в 10 раз больше, чем у коричневого пересмешника (Toxostoma rufum), но примерно в 4—7 раз меньше, чем у воробьиных аналогичного размера. Учёные полагают, что это является адаптацией к высокой теплоотдаче во время полёта. У взрослых колибри отсутствует пух.
Колибри линяют полностью один раз в течение года. Линька обычно начинается вскоре после сезона размножения и занимает четыре—пять месяцев, у оседлых видов заканчивается за два месяца. Первостепенные маховые перья за исключением двух последних меняются от внутреннего к внешнему (P1—P8, P10, P9), что обусловлено необходимостью аэродинамической устойчивости крыла. Второстепенные маховые перья меняются после обновления большинства первостепенных с большим количеством индивидуальных особенностей у отдельных видов. Рулевые перья меняются от центра в стороны, их замена также высоко индивидуальна. Часто замена второстепенных и рулевых перьев несимметрична. У некоторых видов кроющие перья крыла и хвоста начинают линять одновременно с первостепенными, но намного быстрее их. Линька яркого оперенья горла, щёк и короны самцов происходит через несколько недель после смены первостепенных перьев. Предположительно, такой порядок гарантирует оптимальное оперение во время начала следующего сезона размножения.
Несколько раз в день колибри принимают ванну: они могут плескаться на мелководье как воробьи, сидеть возле водопадов на камнях, на которые падают брызги, или резко падать в воду, иногда почти полностью погружаясь в неё. Колибри могут использовать для купания влагу с растений, в частности листьев банана или геликонии, или наслаждаться несильным дождём на открытых ветках. При этом птицы могут ловко ловить клювом капли воды. После купания птицы возвращаются к ближайшим насестам чтобы вытряхнуть воду из перьев и смазать их. Большинство колибри для чистки и смазки первостепенных, второстепенных, кроющих и рулевых перьев использует клюв, а только для смазки перьев головы и горла — лапы. Иногда колибри чистят лапами кроющие перья крыла, но никогда не чистят ими маховые перья. Исключение составляет колибри-мечеклюв, который почти всегда использует только лапы.

### Анатомия
Анатомическое строение колибри имеет некоторые особенности, связанные с уникальным полётом представителей этого семейства. У колибри длинный и высокий киль грудины и восемь пар рёбер (на два больше, чем у большинства птиц), которые помогают им стабилизировать тело во время полёта. 70 % длины скелета крыла приходится на удлинённые кости, гомологичные второму, третьему и четвёртому пальцам передней конечности четвероногих, в то время как плечевая, лучевая и локтевая кости крыла колибри значительно короче обычных. Плечевая кость колибри, направленная параллельно телу, ещё короче, чем у стрижей. Мышцы, приводящие в движение крыло, соединены с плечевой костью сухожилиями. Плечевая кость свободно перемещается в плечевом суставе, позволяя делать осевые вращения почти на 180 градусов. Только колибри и стрижи имеют мелкое чашеобразное шарнирное соединение, где коракоиды соединены с грудиной. Замедленные видеозаписи полёта указывают также на небольшой изгиб коротких костей крыла. У колибри 14—15 шейных позвонков.
Двумя наиболее крупными мышцами колибри являются мышцы, отвечающие за движение крыла, большая грудная мышца (Musculus pectoralis major) и подключичная мышца (Musculus supracoracoideus). Первая прикреплена к грудине, ключице и плечевой кости и тянет крыло вниз, вторая также прикреплена к грудине, но лежит под грудной клеткой и поднимает крыло. Эти мышцы чрезвычайно велики и составляют около 50 % от размера грудной клетки и более 30 % от массы тела колибри (для сравнения у остальных птиц с сильными лётными качествами эта характеристика равна 20 %). При этом мышца, поднимающая крыло, весит лишь вдвое меньше, чем мышца, опускающая его, что также встречается у пингвинов (по другим данным эти мышцы почти одного размера, обычно у птиц соотношение составляет от одного к десяти до одного к двадцати, у стрижей один к пяти или к шести). Мышцы, участвующие в полёте, состоят из тёмно-красных волокон и сильно зависят от кислорода, митохондрии в них могут достигать 35 % объёма. Ещё одной характерной мышцей является ременная мышца головы (Musculus splenius capitis), прикреплённая ко второму шейному позвонку и по всей видимости отвечающая за быстрое вращение головы, необходимое птицам, которые ловят насекомых во время быстрого полёта и могут распознавать добычу только на небольших расстояниях. Помимо колибри такая мышца присутствует в мышечной системе стрижей.
В связи с быстрым обменом веществ у колибри сильно развито сердце. Оно занимает около половины полости тела, а его объём втрое больше объёма желудка. Масса сердца составляет около 2,5 % от общей массы птицы; для сравнения, у приматов — 0,5 %, у домового воробья — 1,3 %. Сердце бьётся со скоростью 500—600 ударов в минуту во время отдыха и более 1000 ударов во время активного полёта, в то время как у страуса, например, нормальный сердечный ритм составляет 100—180 ударов в минуту. В относительном выражении эритроцитов в крови у колибри больше, чем у других птиц (6,59 млн на мм³).
Особенностью пищеварительной системы колибри является непосредственная близость входа в первую секцию желудка к выходу из второй, что позволяет нектару немедленно достигать тонкой кишки, не входя в желудок, и быстро перевариваться (желудок нужен только для переваривания насекомых). Таким образом, время прохождения нектара до кишечника составляет 4 минуты, а время прохождения через кишечник (intestinal transit time) — менее 15 минут, за которые колибри извлекает до 99 % полученной глюкозы. Предположительно, плотность переносчиков глюкозы является максимально возможной для любой кишечной мембраны и таким образом физиологически ограничивает скорость кормления колибри. У колибри отсутствуют слепая кишка и жёлчный пузырь. Печень колибри способна хранить большое количество липидов и гликогена, в частности у рубиновогорлого колибри (Archilochus colubris) перед началом миграции они могут составлять до 45 % от общей массы печени (у тропических птиц, не осуществляющих миграцию, они составляют около 6 % массы печени).
Ресурсоёмкий полёт колибри предъявляет высокие требования и к дыхательной системе. Она состоит из двух компактных симметричных лёгких и девяти тонкостенных воздушных мешков, что способствует использованию больших объёмов газа. Воздух через щелевидные ноздри в верхней части клюва попадает в гортань у основания языка и проходит в трахею. Гортань не имеет защитного клапана, попадание твёрдых частиц в трахею предотвращается с помощью быстрых рефлекторных сжатий. При прохождении через вилочку трахея раздваивается в первичные бронхи, каждое из которых идёт в одно лёгкое. Дыхательные движения осуществляются рёбрами и мышцами брюшной стенки, изолированными от летательных мышц. В состоянии покоя частота дыхания составляет 300 раз в минуту, но в некоторых условиях может превышать 500 раз в минуту, тогда как скворец или голубь дышит примерно 30 раз, а человек — 14—18 раз.
Анатомическая структура глаз колибри похожа на таковую других птиц. Их шаровидные глаза находятся по бокам головы, таким образом увеличивается поле зрения и обеспечивается монокулярное и бинокулярное зрение. Как и другие птицы, колибри имеют четырехкомпонентное цветовое зрение, за которое отвечают четыре типа колбочек с разными зрительными пигментами. Три пигмента чувствительны к красному, зелёному и синему цвету. Поведенческие исследования показывают, что четвёртый зрительный пигмент у колибри, как и у многих других птиц, чувствителен к ультрафиолетовому излучению между 325 и 360 нм; возможно, это помогает им находить нектар, так как многие растения имеют ультрафиолетовые цветовые паттерны-«указатели нектара» во время фазы цветения, когда можно ожидать максимальное количество нектара.
Масса мозга колибри достигает 4,2 % от массы тела, у мелких видов — до 6 %, что является наибольшим показателем для птиц. Колибри имеют коэффициент энцефализации 2,5 — промежуточное значение между певчими птицами и курообразными. Довольно высокий коэффициент можно интерпретировать двумя способами: либо мозг велик по отношению к телу, либо тело мало по отношению к мозгу. Учёные полагают, что верным является первое предположение, так как несмотря на свой маленький размер птицы обладают очень сложным поведением, требующим, в частности, сложного контроля локомоции. Информация об объёмах различных структур головного мозга колибри отсутствует. Высокий коэффициент энцефализации может быть связан не только с увеличением переднего мозга, но и со специализацией мозжечка и ствола мозга. У колибри относительно других отделов резко увеличен гиппокамп, что, вероятно, связано с их способностью запоминать расположение и качество нектара сотен цветков. Также у них увеличен размер и обнаружены физиологические особенности субтектального лентовидного ядра среднего мозга, задействованного в обработке зрительной информации, что связано, видимо, со способностью зависать над цветками и двигаться в воздухе в любом направлении.

## Поведение
Близкородственные группы колибри имеют некоторые общие черты поведения. В частности, все колибри-отшельники на насесте постоянно машут хвостом, а во время ухаживания широко открывают клюв. Большая группа андских колибри, которая включает блестящехвостых колибри (Chalcostigma), колибри-металлуров (Metallura), колибри-эрионов, колибри-хаплофедий, бенджаминовых колибри (Urosticte), колибри-знаменщиков, колибри — солнечных лучей (Aglaeactis), венценосных колибри (Boissonneaua) и других, широко раскрывают крылья перед приземлением на насест. Различные аспекты поведения колибри слабо изучены, но могут иметь значение для установления филогенетических связей.

### Вокализация
Высокие односложные позывки колибри, которые длятся менее половины секунды, и совершаются как самцами, так и самками, можно услышать раньше, чем увидеть самих птиц. Обычно они, наряду с серией быстрых агрессивных звуковых сигналов, призваны защищать кормовую территорию, а также служат важным признаком идентификации, так как специфичны для вида. Большинство песен колибри исполняются на высокой частоте и прерываются гортанными пронзительными звуками, довольно неприятными для человеческого уха. Помимо этих песен, для птенцов и взрослых колибри обоего пола характерны низкочастотные короткие трели.
Сиринкс, голосовой орган птиц, выдвинут у колибри далеко вперёд по трахее, из-за чего у них очень длинные бронхи. Мышца, которая крепится к грудине и к трахее, у колибри отсутствует. Структура гортани колибри контролируется внутренними и внешними мышцами и схожа со структурой гортани большинства певчих птиц и попугаев, что может означать что они способны к обучению песне. Косвенные свидетельства этого предположения были найдены Александром Фрэнком Скатчем, который наблюдал как голубогрудая амазилия (Polyerata amabilis) исполняла песню коричневохвостой амазилии (Amazilia tzacatl).
В основном позывки колибри состоят из короткого слога продолжительностью около одной секунды и немного более длинного — до двух секунд. Некоторые виды используют более продолжительную мелодию, в частности музыкальный свист винногорлого эльфа (Selasphorus ellioti) и карликовой пчёлки продолжается более полминуты. Благодаря своей мелодичной песне получил своё имя соловьиный саблекрыл (Pampa curvipennis), на местном наречии его называют соловьём.
У некоторых представителей семейства, в частности у траурного колибри (Florisuga fusca), песни достигают ультразвуковых уровней и неразличимы для человека. У других колибри песни можно услышать только на очень небольшом расстоянии, и лишь у некоторых, например, пилоклювого рамфодона (Ramphodon naevius), песни слышны на расстоянии до 100 м. Крошечный солнечный колибри (Phaethornis longuemareus) и солнечный колибри (Phaethornis superciliosus) могут исполнять свой репертуар почти круглый год, за исключением сухого сезона, в то время как песни златохвостого сапфира (Hylocharis eliciae) и фиолетовоголового клаиса (Klais guimeti), напротив, можно услышать только в сухой сезон. Коричневохвостая амазилия поёт главным образом в течение короткого промежутка времени от рассвета до восхода солнца, в то время как представители родов солнечные колибри (Phaethornis) и колибри могут использовать свой вокальный репертуар с раннего утра и до заката. Пение колибри прекращается на время линьки.
Исследования песенного репертуара калипты Анны (Calypte anna) в Северной Америки показали, что силлабическая структура, ритм, индекс повторения и синтаксис, являются результатом мимикрии. На острове Гуадалупе на западе Мексики репертуар этой птицы сильно отличается от её же исполнения в Калифорнии.
Название колибри на английском языке — hummingbirds, или жужжащие птицы — связано с тем, что они своим оперением могут издавать звуки, напоминающие жужжание крупных жуков и шмелей. Внешние первостепенные маховые перья колибри-селасфорусов (Selasphorus), горных колибри (Lafresnaya), колибри — солнечных лучей, а также очень узкие внешние рулевые перья колибри-архилохусов (Archilochus) и колибри — розовых эльфов (Chaetocercus), по-видимому, специально адаптированы под производство звуков.

### Оцепенение
Из-за полного отсутствия пуха колибри могут поддерживать температуру тела только за счёт производства тепла. Колибри активны преимущественно днём, с наступлением сумерек они садятся на ветку или в гнездо, чтобы переждать ночь. У сидящей птицы температура тела опускается с 40—43 °С до 35—38 °С, частота пульса — с 1000—1200 до 500 ударов в минуту, интенсивность дыхания — с 600 до 180 вдохов и выдохов. Крайне редко орнитологам удавалось обнаружить спящих колибри: они либо защищены листьями, как коричневохвостая амазилия, либо поднимаются на тонкие голые веточки на верхушках деревьев, как длинноклювый ангел (Heliomaster longirostris). При этом положение различных видов колибри во время сна очень схожее: они стоят обеими лапами на насесте со втянутой шеей и немного приподнятой головой, так, что клюв при этом направлен вперёд и вверх, голову под крыло не прячут. Когда просыпаются, птицы выгибают шею и приподнимают нераскрытые крылья, после этого они раскрывают одно или оба крыла и тянут их вниз вдоль тела, а не назад, как это делает большинство других птиц.
Если стрижи впадают в оцепенение из-за плохой погоды, то колибри делают это по ночам, обычно в промежутке с 23 часов вечера до 1 часа ночи. При этом экономится до 60 % энергии, а также уменьшается интенсивность испарения воды, то есть оцепенение служит также для поддержки водного баланса. Во время оцепенения колибри не способны реагировать на внешние раздражители, их поведение становится летаргическим. В этом состоянии колибри подвергаются риску попасть в лапы хищника или не проснуться. Птенцы колибри в возрасте до одной недели не способны к оцепенению, что говорит о том, что оно носит вторичный характер. Оцепенение проходит в две фазы: в течение 2—6 часов обмен веществ снижается на 80—90 % от дневного значения, а утром за 20—30 минут возвращается до нормальных показателей, при этом некоторые птицы переходят из оцепенения в сон, а другие сразу просыпаются. При температуре окружающей среды ниже +15 °С, температура тела опускалась до 18—20 °С (17—21 °С, а по некоторым сведениям — 10—12 °С), пульс — до 50 ударов в минуту, а частота дыхания — примерно в два раза. Оцепенение может продолжаться 15—20 часов, иногда — до нескольких дней.
Оцепенение у северных колибри возникает не регулярно, а только когда уровень внутренней энергии опускается ниже порогового значения. Возможно, это связано с большей продолжительностью светового дня, чем в тропиках, где в оцепенение впадают почти все колибри. По другим сведениям, все колибри впадают в оцепенение на ночь, а некоторые переходят в это состояние даже в течение дня. В горах колибри гнездятся только на восточных склонах, которые первыми обогреваются солнцем. Более половины всех видов колибри живут в горах, где температура в течение дня может колебаться больше чем на 15 °C. Из-за низкой массы тела и малого количества перьев, колибри необходимо много энергии чтобы переносить такие колебания. За день они должны накопить достаточно энергии, чтобы выжить во время ночного голодания, продолжительность и глубина оцепенения зависят от этих запасов. Исследования показывают, что по вечерам масса колибри в среднем на 0,1—0,3 грамма больше, чем по утрам.

### Полёт колибри
Полёт колибри часто называют «трепещущим», он позволяет им маневрировать лучше любых других птиц и неподвижно зависать в воздухе около цветка. При этом заострённые крылья перемещаются главным образом в горизонтальной плоскости и постоянно перекручиваются, вверх направлена то одна сторона крыльев, то другая, а их концы описывают плоскую восьмёрку. Конструкция напоминает ротор с переменным шагом: небольшие изменения угла крыла и подруливания хвостом позволяют осуществлять все виды перемещений — колибри могут двигаться вертикально вверх и вниз, пятиться назад, лететь спиной вниз, разворачиваться почти на месте. Непосредственно во время питья нектара птицы зависают на месте; затем отлетают назад, чтобы вытащить клюв из цветка; потом меняют положение тела, чтобы совершить перелёт к другому цветку, около которого снова зависают на месте. Некоторые колибри, которые строят гнёзда на пальмовых листьях, используют полёт вверх и назад чтобы слететь с гнезда, на котором они сидят повернувшись лицом к листу, другие поднимаются над гнездом на очень малую высоту чтобы развернуться на нём. Пожалуй, единственный вид полёта, который не доступен колибри, — это парение.
Частота взмахов крыла во время зависания колеблется в широком диапазоне: у аметистового колибри (Callifhlox amethystina) она может составлять 70—80 взмахов в секунду, у краснобрюхого солнечного колибри — 50—51, у ширококрылого колибри (Eupetomena macroura) — 21—23, у исполинского колибри — 10—15 взмахов в секунду. Чем меньше колибри, тем больше взмахов в минуту она совершает. Во время брачного полёта число взмахов может достигать 100 в секунду. Рекордные показатели были зафиксированы у рубиновогорлого колибри и охристого колибри (Selasphorus rufus) и составили свыше 200 взмахов в секунду. У некоторых насекомых, в частности, перепончатокрылых, двукрылых и бражников, траектория движения крыла и частота взмахов схожи с таковыми у колибри.
Скатч в своей работе, изданной в 1973 году и посвящённой колибри, заметил, что птицы «начинают лететь ещё до того, как покинут ветку, на которой они сидели» («start flying before it leaves its perch»). Также быстро, как колибри способны развивать скорость, происходит их торможение; они подлетают к ветке на полной скорости, что невозможно для более крупных птиц. Скорость полёта птиц чрезвычайно высока. Показатели в лабораторных условиях колеблются от 48 до 85 км в час. В природе у крошечного колибри (Colibri thalassinus) была зафиксирована скорость 96 км в час, а во время коротких перелётов — до 150 км в час. Для сравнения, один из самых быстрых почтовых голубей — одомашненный сизый голубь (Columba livia) — путешествует со скоростью 64 км в час.

## Распространение
Колибри обитают в Центральной, Северной и Южной Америке, а также на островах Карибского моря, на высоте до 5200 метров над уровнем моря. Широко распространены в тропических лесах, особенно многочисленны в среднегорье, лишь несколько видов представлено в умеренных широтах. Ареалы многих видов колибри ограничены одной долиной или склоном, некоторые тянутся узкой полосой вдоль западного или восточного склона Анд, много островных эндемиков. Предпочитают богатые растительностью биотопы, но есть виды, характерные для пустынь и полупустынь. Около половины видов колибри обитают в экваториальном поясе, на полосе вокруг экватора шириной 10 градусов, при этом многие экваториальные виды обитают не в Амазонии, а высоко в горах, где температура существенно падает после заката солнца. В Эквадоре зарегистрировано 163 вида колибри, в Колумбии — 135, в Перу — 100, а в Бразилии — 84.
На разных высотах таксоны экологически заменяются другими подобными. Например, Phaethornis longirostris на высоте более 2500 метров сменяют колибри-инки (Coeligena). Сосуществование колибри возможно за счёт уменьшения межвидовой конкуренции (разные по массе и по морфологическим особенностям виды питаются нектаром разных растений) или вертикальной сегрегации (одни виды остаются около земли, в то время как другие питаются со средних или верхних ярусов). В частности, на большинстве Антильских остров встречается по два вида колибри, которые различаются по массе примерно в два раза, при этом на острове Пуэрто-Рико имеющие схожую массу доминиканский (Anthracothorax dominicus) и изумрудный манго (Anthracothorax viridis) предпочитают разные места обитания. В регионах большого видового разнообразия колибри существенное значение также имеют специфические для разных видов стратегии кормления.
Многие виды колибри легко адаптируются к изменениям среды обитания, а при благоприятных условиях могут даже расширять свои ареалы, как калипта Анны. В то же время популяция других видов может быстро сокращаться из-за нарушений окружающей среды, как у Glaucis dohrnii.

### Ареал
Семейство приурочено к Новому Свету - Южной, Центральной (включая Карибский бассейн) и Северной Америке. 
Два рода колибри — шлемоносные колибри (Oxypogon) на западе Венесуэлы и в Колумбии и колибри — горные звёзды (Oreotrochilus) в регионе от Эквадора до Чили — заняли нишу на краю андских ледников на высоте более 4000 метров. Несмотря на сложные климатические условия, характеризующиеся низкой температурой и высокой влажностью, птиц привлекает круглогодичное цветение растений семейств норичниковые (Scrophulariaceae), астровые (Asteraceae) и горечавковые (Gentianaceae). Колибри покидают местность только из-за морозов и продолжительного снежного покрова, спускаясь на несколько сотен метров ниже по склону. Часто они возвращаются обратно всего через несколько часов, как только погодные условия становятся более благоприятными. От ночных заморозков птицы прячутся в пещерах.
Высокогорное плато Альтиплано в Перу и Боливии, характеризуется холодным и сухим климатом. На высоте 3000—3800 метров формируется богатый растительный покров. В парамо преобладают астровые и бромелиевые (Bromeliaceae) с огромными конусообразными соцветиями, состоящими из сотен одиночных цветов. В укрытых от ветра пещерах в большом количестве произрастают розовые (Rosaceae), миртовые (Myrtaceae), вересковые (Ericaceae) и меластомовые (Melastomataceae). В этой экосистеме круглый год можно наблюдать такие рода колибри как колибри — солнечные лучи, блестящехвостые колибри (Chalcostigma), колибри-металлуры, короткоклювые колибри (Ramphomicron), горные колибри (Lafresnaya), колибри-эрионы (Eriocnemis) и колибри — розовые эльфы (Chaetocercus). В период активного цветения с конца июня по август на этой высоте появляются многие другие представители семейства, включая сверкающего колибри (Colibri coruscans) и серогрудого солнечного колибри (Phaethornis guy). Экорегион пуна, напротив, менее подходит для колибри. Во время цветения пуйи Раймонда (Puya raimondii) в нём можно встретить исполинского колибри и андскую горную звезду (Oreotrochilus estella). На высоте 3500 метров экорегионы парамо и пуна сменяются кустарниками и деревьями верхнего андского леса. Богатый растительный комплекс этого региона, включающий бомареи (Bomarea), фуксии (Fuchsia), лобелии (Lobelia), страстоцветы (Passiflora), брахиотумы (Brachyotum), бежарии (Bejaria) и дурманы (Datura), привлекает колибри яркими цветами. Для этого региона характерны голубокрылый колибри (Pterophanes cyanopterus), колибри-инки, колибри-эрионы и колибри-нимфы (Heliangelus). В нём находится верхний предел ареала колибри-мечеклювов.
Самой богатой на разнообразие видов колибри является переходная зона от горных к предгорным лесам на высоте 1800—2500 метров, для которой характерна довольно постоянная суточная температура в пределах от 12 до 16 °C. Богатый растительный мир представлен ползучими растениями, папоротниками, кустарниками, деревьями, а также эпифитами, такими как орхидеи, бромелиевые, геснериевые. На этих высотах опыление растений насекомыми зависит от благоприятных погодных условий и часто непредсказуемо. Колибри в этом регионе имеют самые разнообразные размеры тела, а также размеры и формы клюва. Среди ярких представителей можно назвать колибри-знаменщиков, бенджаминового колибри (Urosticte benjamini), черноухого колибри (Adelomyia melanogenys), седую хаплофедию (Haplophaedia lugens), Schistes geoffroyi, андскую амазилию (Amazilia franciae), зеленоклювого ланцетоклюва (Doryfera ludovicae), длиннохвостого сильфа (Aglaiocercus coelestis), коричневобрюхого солнечного колибри (Phaethornis syrmatophorus), королевского инку (Coeligena wilsoni), бледнохвостого венценосного колибри (Boissonneaua flavescens), белохвостого колибри (Urochroa bougueri), буробрюхого бриллианта (Heliodoxa rubinoides), бурого колибри (Colibri delphinae). Во время основного сезона цветения к ним добавляется ещё 10—15 видов, включая Discosura conversii, колибри-якобина (Florisuga mellivora), сверкающего колибри, острохвостую лесную звезду (Chaetocercus mulsant).
Равнинные леса Южной Америки, напротив, не отличаются разнообразием колибри. В этой природной зоне можно встретить колибри-амазилий (Amazilia) и колибри-сапфиров (Hylocharis). К западу от Анд обитают коричневохвостая и пурпурнобрюхая (Amazilia rosenbergi) амазилии, синеголовый (Hylocharis grayi) и златохвостый сапфиры, к востоку — разноцветная (Amazilia versicolor) и андская (Amazilia fimbriata) амазилии, амазилия Гмелина (Amazilia leucogaster), красногорлый (Hylocharis sapphirina) и белогорлый (Hylocharis cyanus) сапфиры. Андами разделены пурпурноголовый ушастый колибри (Heliothryx barroti) на тихоокеанском побережье, и черноухий ушастый колибри (Heliothryx auritus) — сестринский таксон на берегах Амазонки. Оба вида используют в поисках пищи почти весь вертикальный слой, перемещаясь несколько раз в течение дня от земли до самых высоких вершин деревьев.
Ещё несколько родов — колибри-якобины (Florisuga), колибри-манго (Anthracothorax), топазовые колибри (Topaza) и колибри-саблекрылы — имеют ограниченный локальный ареал или весьма специфические места обитания. Мангровая амазилия (Amazilia boucardi) обитает в тропических мангровых зарослях Коста-Рики круглый год, в то время как другие виды, в частности андская амазилия, прилетают в этот регион только во время сезона размножения. В полупустынях обитают синебородый украшенный колибри (Calothorax lucifer) и перуанский колибри (Thaumastura cora), в пустынях — оазисный колибри (Rhodopis vesper), в неарктических хвойных лесах Северной Америки — трёхцветный селасфорус и колибри-герцог (Eugenes fulgens), на отдалённых островах Карибского моря — вымпелохвостые колибри (Trochilus), изумрудные колибри (Chlorostilbon), гранатовые колибри, колибри-манго, хохлатые колибри (Orthorhyncus), а на группе чилийских островов Хуан-Фернандес — чилийский огнешапочный колибри (Sephanoides sephaniodes) и фернандесский огнешапочный колибри (Sephanoides fernandensis).

### Миграция
В основе знаний о миграции колибри всё ещё находятся случайные наблюдения за птицами, которые появляются в одних и тех же местах с регулярными интервалами, связанными с цветением определённых растений. Маркировка птиц во многих случая необходима чтобы определить, что птицы действительно перемещаются из одного места в другое. Сложность изучения миграций колибри показывает исследование, проведённое в Коста-Рике. Из 22 видов колибри, обитающих в регионе, в течение двух лет на небольшом участке была изучена группа из 14 видов колибри: десять резидентов и 4 нерезидента. Одни виды спускались вниз на 500 метров, другие — почти до уровня моря, некоторые птицы пропадали в июне—июле, но возможно были неподалёку из-за цветения геликонии широкопокровной (Heliconia latispatha). Нерезиденты появлялись также в июне—июле, видимо в связи с цветением Psychotria elata, при этом одни виды спускались с гор, а другие двигались в обратном направлении. Сильная корреляция была замечена между перемещением некоторых видов и цветением определённых растений.
Лишь некоторые колибри совершают полноценные сезонные миграции, обычно они гнездятся далеко на севере или на юге от тропической зоны. В частности, чилийский огнешапочный колибри может гнездится на острове Огненная Земля (54 ° ю. ш.), но в зимнее время мигрирует до северных провинций Аргентины (23° ю. ш.). Исполинский колибри, который гнездится в Андах на западе Аргентины и в центральных областях Чили, в зимнее время мигрирует на север. В Северной Америке миграцию совершают рубиновогорлый колибри, черногорлый архилохус (Archilochus alexandri), колибри-каллиопа (Selasphorus calliope) и охристый колибри. Некоторые рубиновогорлые колибри во время миграции пересекают Мексиканский залив, преодолевая 800—1000 км в одну сторону; первыми на место прибывают самцы, за ними самки, а потом первогодки. В основном же птицы двигаются вдоль берега, достигая точки назначения в начале мая. Возможность таких длительных перелётов очень маленьких птиц долгое время оставалась загадкой для учёных. Ранее считалось что дополнительные 2 грамма жира позволяют покрывать около 620 км, чего не хватает для пересечения Мексиканского залива. По-видимому, затраты энергии при миграционном полёте меньше, чем при трепещущем. Эксперименты показали, что при расчёте 9 калорий на грамм и затратах энергии 0,69—0,74 калории в час, у птиц хватает энергии в течение 25 часов полёта преодолеть расстояние в 1000 км. При этом рубиновогорлый колибри должен увеличить свою массу тела до 6 г, то есть практически удвоить. Трёхцветный селасфорус может увеличивать массу на 59 %, самцы калипты Анны — до 48 %, а самки — до 44 %.
Некоторые колибри используют разные маршруты для осенней и весенней миграции. В частности, представители вида колибри-каллиопа, которые по всей видимости осуществляют миграцию поодиночке, осенью двигаются на юг вдоль Скалистых гор и далее на запад, а весной путешествуют вдоль тихоокеанского побережья, общая протяжённость миграции при этом составляет 4500—5500 км. Рекордные показатели принадлежат охристому колибри: птицы размножаются на Аляске (61 ° с. ш.), севернее остальных представителей семейства (иногда они перелетают северный полярный круг и были отмечены на острове Ратманова, а также на острове Врангеля и на Чукотке), а зимуют в центральной Мексике. Если сопоставить это расстояние с размерами птиц, то они осуществляют самую продолжительную миграцию среди всех птиц. Многие птицы из года в год следуют установленным маршрутам. Среди экземпляров калипты Анны, пойманных на юго-востоке Аризоны во время осенней миграции, 35,4 % самцов и 23,8 % самок были пойманы там же в предыдущие два года. Часто мигрируют только птицы, которые гнездятся на границе ареала, в то время как остальные остаются на своих территориях. Предполагается, что калипта Анны может выдерживать мягкие зимы тихоокеанского побережья США и юга Канады.
В тропических регионах колибри могут найти подходящий нектар круглый год и поэтому в основном ведут оседлый образ жизни. Высокогорные колибри могут совершать высотные кочёвки, мигрируя на более низкие высоты, часто в прибрежные районы. При этом некоторые виды, в частности колибри — горные звёзды, остаются высоко в горах круглый год и перемещаются ниже только в самых суровых условиях. Как правило, колибри-отшельники мигрируют меньше, чем типичные колибри.
Некоторые сезонные миграции в тропиках также достаточно продолжительны. В частности, рубиновый колибри (Chrysolampis mosquitus) ежегодно в апреле покидает бразильский штат Парана, перемещается на 1000 км на северо-восток, а в середине октября возвращается обратно. Калипта Коста (Calypte costae) размножается в пустынях Аризоны и Калифорнии в марте—апреле, а на летние месяцы мигрирует на побережье Калифорнии и северо-запад Мексики, при этом самцы осуществляют миграцию на месяц раньше, чем самки и молодняк. Траурный колибри обитает в штате Парана с марта по сентябрь, а в октябре появляется в штате Рио-де-Жанейро на севере. Известно, что один траурный колибри в поисках нектара за день преодолел расстояние в 30 км с перепадом высот 455 м.

## Питание
Колибри в основном питаются богатым углеводами сладким нектаром цветковых растений, который составляет приблизительно 90 % их рациона. Остальные 10 % включают членистоногих и пыльцу. В результате эволюции возник тесный взаимообмен между некоторыми цветковыми растениями и представителями семейства колибри — орнитофилия.
Если бы абсолютная скорость накопления нектара ограничивалась только его количеством и скоростью поедания, то очень короткого промежутка времени интенсивного кормления хватило бы колибри для получения достаточного количества энергии. По предположению Ф. Р. Хейнсворта, различная пища вносит разный вклад в краткосрочный прирост энергии и в её долгосрочное хранение. На распределение оказывают влияние энергоёмкие обязанности колибри — размножение, линька или миграция. Некоторые сезонные эффекты, как например, изменение продолжительности дня, нивелируются краткосрочными же корректировками в суточном приросте энергии, при этом во время миграции, когда кормление ограничено, вступает в силу долгосрочное накопление энергии.

### Орнитофилия
Многие растения Нового Света опыляются исключительно колибри. Они смещают время цветения, обеспечивая птиц нектаром в любое время года. При этом обе стороны представлены множеством видов, и, по всей видимости, парной коэволюции отдельных видов колибри и отдельных видов растений не происходило. Только в Бразилии колибри опыляют представителей 58 семейств растений. В Северной Америке около 150 видов растений эволюционировали чтобы опыляться колибри.
Питер Фейнсингер и Роберт Колвелл предложили пять основных типов цветов, нектар которых могут собирать колибри:
- «Рассеянные богатые цветы» (англ. «Dispersed rich flowers») с большим количеством нектара, которые обладают длинными или изогнутыми венчиками, что исключает сбор нектара большинством насекомых и колибри с короткими и средними клювами. Типичными представителями являются Mandevilla hirsuta из семейства кутровые (Apocynaceae) и Centropogon[англ.] из семейства лобелиевые (Lobeliaceae).
- «Густые богатые цветы» (англ. «Clumped rich flowers») с длинными венчиками и большим содержанием нектара, часто встречаются в плотных скоплениях. Типичными представителями являются геликонии (Heliconia).
- «Рассеянные умеренные цветы» (англ. «Dispersed moderate flowers») с умеренно длинными венчиками позволяют собирать нектар большинству колибри, но исключают многих насекомых. Типичными представителями являются мареновые (Rubiaceae) и вьющиеся настурции (Tropaeolum).
- «Густые умеренные цветы» (англ. «Clumped moderate flowers») с венчиками небольшого и среднего размера в плотных скоплениях и умеренным количеством нектара, особенно в конце дня. Типичными представителями являются лобелиевые.
- «Цветы насекомых» (англ. «Insect flowers») обладают минимальным количеством нектара и короткими венчиками, а значит часто опыляются насекомыми. Типичными представителями являются лантана (Lantana), стахитарфета (Stachytarpheta) и асклепиас (Asclepias).

Цветы как правило ярко окрашены в красный, оранжевый или жёлтый цвета, иногда с контрастным белым венчиком. Исключение составляют геснериевые (Gesneriaceae) — обладая незаметными беловатыми цветами представители этого семейства привлекают колибри яркими красными листьями. Обычно опыляемый колибри цветок имеет длинный, утолщённый, трубчатый венчик без запаха. Цвет, форма и отсутствие запаха у таких растений призваны избежать внимания насекомых. Согласно современным представлениям, колибри не различают запахи, но могут определять нектар по вкусу и концентрации. Эксперименты Фрэнка Гарфилда Стайлса показали, что колибри реагируют на высокую концентрацию нектара сильнее, чем на вкус или состав сахара, и меньше всего реагируют на цвет источника пищи.
Исследования геликонии попугайной (Heliconia psittacorum), проводимые Фейнсингером в Коста-Рике, показали, что только часть цветов содержит нектар в большом объёме, в то время как остальные цветы могут быть «пустышками», таким образом обеспечивая перекрёстное опыление, так как колибри вынуждены посещать больше цветов, чем необходимо. Кроме того, так как масса колибри больше массы большинства насекомых, их энергетические потребности выше, что приводит к большим возможностям перекрёстного опыления. Только некоторые бражники расходуют больше энергии, чем колибри, но они, как и другие насекомые, способны к уменьшению метаболизма при неблагоприятных погодных условиях, колибри же остаются активными в сложных погодных условиях и больший промежуток времени в течение дня.
Некоторые колибри прокалывают венчик сбоку и потребляют нектар, не опыляя растений.

### Рацион
Чаще всего колибри потребляют нектар цветов двудольных многолетних трав и кустарников, крайне редко — деревьев. Обычно растения — поставщики нектара — относятся к родам Zauschneria, живокость (Delphinium), водосбор (Aquilegia), губастик (Mimulus), афеландра (Aphelandra), Centropogon, кавендишия (Cavendishia), колумнея (Columnea), Psittacanthus и геликония (Heliconia). Цветущие деревья, например эритрина (Erythrina), являются большим источником нектара и обычно занимаются территориальными колибри в самом начале цветения, а основным опылителем таких деревьев являются воробьиные, и в частности цветные трупиалы (Icterus).
Помимо нектара, колибри пьют сладкий древесный сок вместе с попавшими в него насекомыми, используя отверстия в деревьях, сделанные дятлами-сосунами (Sphyrapicus). Рубиновогорлый колибри питается таким образом в самом начале сезона, когда цветение только началось. Малое количество цветов в зимнее время в штате Санта-Катарина на юге Бразилии, является причиной потребления сахаросодержащих экскрементов червецов представителями родов белогорлые колибри (Leucochloris) и изумрудные колибри.
Колибри также потребляют цветочную пыльцу, содержащую необходимые аминокислоты, и членистоногих в качестве белковой добавки. В среднем ежедневное соотношение потребления нектара и белковой пищи по массе составляет примерно девять к одному. Предположения, что потребление членистоногих у колибри-отшельников выше, чем у типичным колибри, не подтверждаются лабораторными и полевыми исследованиями, как и предположения, что колибри длительное время могут питаться исключительно насекомыми, а их количество оказывает влияние на начало сезона размножения в некоторых районах. Вместе с тем, иногда белковая пища составляет до трети рациона.
За несколько часов колибри потребляют нектар массой, сопоставимой с массой самой птицы, а за день съедают корм в два раза больше собственной массы. Ежедневная потребность колибри массой 4—5 г в энергии составляет примерно 30—35 кДж, что в 5 раз превышает расчётный уровень базального метаболизма (метаболизм колибри выше, чем у большинства птиц и приблизительно равен метаболизму млекопитающих схожей массы, в частности, землеройковых). Чтобы удовлетворить эту потребность, колибри должны потреблять нектар примерно с одной—двух тысяч цветов за день. Вместе с нектаром в организм колибри попадает большое количество воды (до 160 % от массы колибри ежедневно, по другим данным — 56—149 %), которая выводится с мочой, что в свою очередь приводит к потере солевого баланса. Почки колибри, состоящие в основном из коллекторных каналов с несколькими петлевыми нефронами, позволяют восстанавливать ценные соли благодаря уменьшенной осмотической концентрации. Таким образом ежедневно восстанавливается 76—85 % растворённых веществ. Недостающие соли натрия и калия колибри обычно получают из цветочного нектара. Особые потребности возникают у самок колибри после откладывания яиц, когда они теряют много кальция. Чтобы восстановить запас минералов колибри могут питаться пеплом и песком; известно, что самки охристого колибри в Калифорнии потребляли в пищу богатую минеральными веществами землю.
Нектарные клещи Rhinoseius и Proctolaelaps, которые питаются и осуществляют полный репродуктивный цикл внутри цветка, используют колибри в качестве транспорта: за несколько секунд они поднимаются на клюв птицы и в носовые полости, чтобы переместиться на другой цветок. Они проходят все стадии от яйца до взросления за четыре—семь дней, а потом ждут другого колибри для следующего перемещения.

### Добыча пропитания
Колибри добывают корм с помощью длинного чувствительного языка сложной структуры. Длина языка приблизительно равна длине клюва, но он выталкивается из клюва при помощи подъязычного аппарата, растянутого вокруг задней стенки черепа, и действует как поршень. Основание языка частично хрящевое, а конец продольно разделён надвое, образуя отдельные желобки, по которым, как по капиллярам, проходит нектар. Количество нектара зависит от размера этих желобков, у рубиновогорлого колибри каждый желобок может вмещать до 0,4 микролитра. Такое строение особенно важно при потреблении небольших объёмов нектара. Как правило, скорость лакания зависит от кривизны венчика цветка, его положения, и объёма нектара в цветке и может составлять от 3 до 13 раз в секунду. Вместе с тем, колибри проводят более 70 % своего времени сидя на ветках. Исследования североамериканских колибри показали, что они питаются с интервалом в четыре минуты, что соответствует продолжительности доставки нектара в кишечник.
На выбор растений влияет морфология клюва. В этом отношении растения можно разделить на две категории. Мелкие колибри с коротким клювом предпочитают цветы с венчиками длиной 17—20 мм и частотой секреции нектара 1—2 микролитра сахарозы в день. Более крупные колибри с длинными клювами предпочитают цветы с венчиками длиной 30—38 мм и частотой секреции нектара 4—27 мкл сахарозы в день. Кроме того, колибри с высокими энергетическими потребностями, связанными с большой нагрузкой на крылья, предпочитают кормовые территории вокруг соцветий, а колибри с низкими потребностями используют рассеянные цветы или цветы насекомых. Исследования трёхцветного селасфоруса и охристого колибри показали, что они способны помнить количество цветов в соцветии, цветы, с которых нектар уже собран, и количество собранного нектара. Многие колибри активны до рассвета и после захода солнца и, хотя они не являются ночными птицами, по всей видимости обладают ночным зрением.
Насекомые обеспечивают большую часть белка в диете колибри. Колибри-отшельники и колибри-инки собирают их с растений и паутины, в то время как типичные колибри охотятся в полёте. Представители многих родов, в частности венценосные колибри, колибри-металлуры и колибри-лесбии, используют оба метода. Основными их жертвами являются двукрылые и осы, однако в желудках также были обнаружены пауки, муравьи и небольшие жуки. Исключения есть в обоих подсемействах: полосатохвостый бородатый колибри (Threnetes ruckeri) охотится на пауков-скакунов, а орлиноклювый колибри (Eutoxeres aquila) — на летающих насекомых, в то время как оба вида ушастых колибри (Heliothryx) снимают насекомых с растений, а зубчатоклювый колибри (Androdon aequatorialis) охотится преимущественно на пауков, прячущихся в свёрнутых листьях. Нет доказательств, что колибри могут извлекать насекомых из цветов, что по-видимому связано со строением клюва. Колибри не могут удерживать насекомых в клюве даже в течение нескольких секунд.
В поисках пищи колибри обследуют все предметы красного цвета. Красные садовые цветы и кормушки легко привлекают птиц, которые быстро привыкают к людям. Однако кормушки с нектаром помимо того, что искусственно изменяют продолжительность сезона, позволяя колибри появляться в регионе раньше и улетать позже, имеют и другие негативные последствия: через заражённые кормушки могут распространяться болезни, а слишком холодный корм может привести к гипотермии. Кормушки часто монополизируются доминирующими видами, кроме того, около них устраивают охоту на птиц кошки.

### Кормовые территории
Разделение кормовых ниш позволяет десяткам видов колибри сосуществовать на одной территории. Различные виды потребляют нектар разных растений, одни кормятся в верхних ярусах, другие — около земли, одни — на опушке, другие — в глубине леса. Существует также межвидовая иерархия.
Как правило, колибри агрессивно защищают свои кормовые территории от любых потенциальных конкурентов и живут в одиночку. Самцы колибри часто сидят на высоких открытых ветвях, чтобы легко обнаруживать любые нарушения кормовой территории, включая таковые со стороны самок. Они могут издавать предупреждающие голосовые сигналы и совершать специфические (агонистические) полёты. Кормясь, колибри часто сначала потребляют нектар на периферии своих кормовых территорий, чтобы меньше доставалось конкурентам. Некоторые самцы колибри способны покрывать расстояния 0,5—1,5 км для защиты своих кормовых территорий в период цветения растений. Такая стратегия обычно свойственна ярко окрашенным птицам. Колибри атакуют нарушителей в полёте, при этом столкновения иногда переходят в настоящие драки, во время которых сцепившиеся вместе соперники могут «камнем» падать вниз. Такие бои обычно безвредны для птиц, но могут заканчиваться вырванными перьями. Колибри Discosura conversii может атаковать намного более крупных противников. По окончании сезона активного цветения основной формой конкуренции становятся исполнение песен и демонстрация оперения, воздушные бои случаются реже.
Многие представители семейства не имеют выраженных кормовых территорий, требующих защиты, так как растения, на которых они питаются, слишком рассеяны на больших пространствах. Обычно они следуют по определённому маршруту, потребляя нектар растений, труднодоступных для других видов. Любопытно, что самки горного колибри (Lafresnaya lafresnayi) используют маршрутную стратегию, а самцы — территориальную, поэтому у самок немного длиннее клюв и короче крылья по сравнению с самцами. Одно дерево может привлекать до шести видов колибри одновременно. Такие виды могут кормиться вместе, игнорируя друг друга.
Существует множество промежуточных стратегий поведения в зависимости от морфологии птиц, количества цветов и нектара. В Центральной Америке на распределение кормовых территорий влияют зимние мигранты. Жан-Люк Дегранже определил у мексиканских колибри три «гильдии»: тропические резиденты, постоянно обитающие в определённых местах, странники, перемещающиеся за сезонными периодами цветения, и сезонные мигранты. Исследования показали, что тропические резиденты и сезонные мигранты обычно являются территориальными видами, в то время как странники отслеживают периоды цветения и не защищают территорию. При этом сезонные мигранты переключались на насекомых после того как нектар растений, обеспечивающих пропитание двум группам, иссякал.

## Размножение
Начало сезона размножения у колибри тесно связано со временем массового цветения растений, но вместе с тем очень сильно варьирует от вида к виду и от региона к региону. У представителей родов колибри, колибри-металлуры, колибри-лесбии и колибри-эрионы в высокогорных Андах в районе экватора он начинается в середине октября и продолжается по март—апрель, включая часть сезона дождей. На тех же высотах к северу и к югу от экватора начало сезона размножения может сдвигаться на три месяца в ту или иную сторону, а сам сезон продолжается несколько недель. Гнёзда некоторых колибри можно встретить в течение всего года. Краснохвостый отшельник (Glaucis hirsutus) размножается во время сухого сезона, который в Тринидаде и Тобаго продолжается с января по апрель, а на берегах Амазонки — с мая по октябрь. Североамериканские колибри — колибри-селасфорусы, колибри-архилохусы, украшенные колибри (Calothorax), колибри-каллиопы (Stellula), колибри-герцоги (Eugenes), сверкающие колибри (Lampornis) — откладывают яйца с весны до позднего лета. Исключение составляет калипта Анны, которая откладывает яйца зимой, попадая иногда под снег, чтобы избежать пересечений с другими видами, которые наводняют калифорнийское побережье весной.
Колибри являются полигамными птицами и образуют пары только чтобы оплодотворить яйца. Самцы колибри остаются с самкой во время очень короткого периода и не принимают участие в остальных репродуктивных обязанностях — строительстве гнезда, высиживании яиц, кормлении и воспитании птенцов. Однако самцы колибри-отшельников (Glaucis) и солнечных колибри охраняют территорию, на которой расположено гнездо. Немногие случаи обратного поведения, по всей видимости, являются ошибочными в связи с отсутствием полового диморфизма у сверкающего колибри (Colibri coruscans) и краснохвостого отшельника или схожестью молодых самок, до линьки, с взрослыми самцами у колибри-якобина. Поведение рубиновогорлого колибри, охристого колибри и калипты Анна требует дополнительной проверки.

### Гнездование
Гнёзда колибри размещаются на самых разнообразных местах и имеют различную форму, но зачастую очень малые размеры, около половинки грецкого ореха, хотя иногда могут достигать 20 см. Колибри-манго и колибри-якобины строят чашеобразные гнёзда на ветвях и больших листьях, колибри-талурании (Thalurania) помещают их на стыке веток, колибри — горные звёзды прикрепляют к скалам, а ушастые колибри — к лианам. Колибри-эрионы прячут гнёзда в густых зарослях, а колибри-хаплофедии — под качающимися листьями. Гнёзда можно встретить внутри зданий или под мостами. Полностью закрытые куполообразные гнёзда строят колибри-сильфы (Aglaiocercus), в их строительстве могут принимать участие и самцы, которые затем используют их в качестве ночного укрытия. В нескольких сантиметрах над землёй строят свои гнёзда солнечные колибри, в то время как в верхних ярусах, на высоте 10—30 метров, располагают свои гнёзда колибри-манго, гранатовые колибри, колибри-ангелы (Heliomaster) и колибри-герцоги. При выборе места для строительства гнезда важную роль играет сбалансированный микроклимат: температура, влажность, защита от прямых солнечных лучей и дождя. Гнёзда часто располагаются около водопадов, лесных потоков и озёр.
Представители подсемейства типичные колибри строят гнёзда только около богатых источников нектара, в то время как колибри-отшельники не придерживаются этой практики. Самки колибри по-разному проверяют подходящие для гнёзд ветки: типичные колибри зависают над поверхностью и многократно касаются будущего места для гнезда, в то время как колибри-отшельники цепляются к листьям и веткам, проверяя их на прочность. Колибри обычно строят гнёзда чтобы попадать в них с лёта, но только некоторые виды, в частности, колибри-манго и колибри-ангелы, строят их полностью открытыми. Колибри-отшельники обычно строят частично куполообразные гнёзда. Исключение составляют высокогорные колибри, например, синелобый эрион (Eriocnemis luciani), который строит громоздкие гнёзда на крутых склонах и дорожных ограждениях под густыми зарослями травы.
В качестве материала, скрепляющего гнездо, применяется паутина, она также позволяет гнезду слегка растягиваться при росте птенцов. Маскировкой внешней стенки гнезда занимаются многие колибри, основным материалом при этом являются лишайники, мхи, паутина, листья, корешки, кора и т. д. Многие типичные колибри строят двуслойные гнёзда: за внешним камуфляжным слоем, сооружённым из грубых материалов, расположен внутренний мягкий слой, способствующий оптимальной изоляции. Внутренний слой строится в основном из тонких растительных материалов, а также небольших перьев и волос животных.
Гнёзда колибри-отшельников прикреплены с внутренней стороны к листьям пальм или геликоний. Птицы строят гнёзда с открытыми стенками и как правило используют грубые материалы, в частности жёсткие корешки и сухие кусочки листьев. Для достижения устойчивого вертикального положения гнезда птицы прикрепляют тонкие корешки, листья или пух в нижней части гнезда, а чтобы сохранить уровень гнезда, особенно когда на нём сверху сидит самка, — глину и гальку ниже точки прикрепления, при этом размер конструкции может увеличиться в несколько раз. Солнечные колибри применяют при строительстве мягкие растительные волокна и паутину. Черношапочный солнечный колибри (Phaethornis augusti) подвешивает гнездо на паутине. Плохая изоляция компенсируется высокой температурой окружающей среды, кроме того, сквозь такую конструкцию проходит много света, а дождевая вода не оказывают влияние на яйца.
У большинства изученных видов колибри строительство гнезда занимает 5—10 дней (по другим данным — 15—20 дней), иногда птицы могут построить гнездо за пару дней, а в других случаях им требуется две недели. Основная активность приходится на утренние часы, хотя североамериканские колибри продолжают строительство в течение всего дня. При строительстве самка чередует растительные материалы и паутину, она формирует гнездо сидя внутри него, часто поворачиваясь и выталкивая материал своей грудью, при этом она может использовать материалы из старого гнезда. Кроме того, старое гнездо может служить платформой для нового. В частности, синегорлый сверкающий колибри (Lampornis clemenciae) может строить до пяти гнёзд одно над другим, создавая башню высотой более 20 см.
Обычно колибри не собираются в стаи, а индивидуальные контакты крайне редки. Однако у эквадорской горной звезды (Oreotrochilus chimborazo), калипты Коста, багамского аметистового колибри (Calliphlox evelynae), коричневохвостой амазилии и топазового колибри (Topaza pella) возможны гнездовые скопления в пределах нескольких метров.

### Брачное поведение
Только после того как гнездо готово, самка отправляется на поиски самца. В этот короткий период половой синхронизации самцы колибри рекламируют себя с помощью пения и яркого переливающегося оперения. Яркие колибри устраиваются в хорошо освещённых местах, чтобы демонстрировать свои достоинства.
Колибри-отшельники, которые не могут похвастаться красочным оперением, во время сезона размножения токуют, издавая громкие, высокие, отрывистые звуки. Некоторые самцы поют до 70 % дневного времени и чтобы сохранить непрерывность пения кооперируются с другими самцами. Они формируют песенные ансамбли, состоящие из одного—двух, иногда до десяти, а в случае серогрудого солнечного колибри — более 20 поющих самцов. Отдельные вокализации птиц продолжаются около 2 секунд, за день самец может произнести их около 12 тысяч раз. Самцы, поющие в ансамбле, используют схожий репертуар. В песенном ансамбле самыми «лучшими» являются центральные места. Расположение самцов в этой части не меняется на протяжении нескольких лет, заметные перестройки возникают только со смертью птиц в центре ансамбля. Вместе с тем, из-за общего высокого уровня смертности колибри, около 50 % ансамбля меняется ежегодно.
У колибри-селасфорусов песни сопровождаются представлением самцов, когда к пению добавляются механические звуки, издаваемые крыльями и хвостовыми перьями. Возможно, на выбор самки оказывает влияние скорость пения, так как самцы спонтанно увеличивают её, когда самки входят на токовище. Пары краснохвостого отшельника образуют вокальные дуэты, когда самка продолжает свистящую песню самца ответной гортанной фразой. После выбора пары колибри осуществляют «брачный полёт», который различается у разных колибри и является более сложным у видов с сильным половым диморфизмом в окраске. Некоторые колибри во время брачного полёта повторяют движения токования, только с большей интенсивностью, другие демонстрируют отдельный танец. Североамериканские колибри чаще всего быстро передвигаются вверх-вниз и вперёд-назад на очень маленьком расстоянии перед сидящей на ветке самкой.
Поведение самцов при этом схоже с охранным, однако специфическое поведение самки, в особенности неподвижное сидение около самца, побуждает самца к последующей копуляции. Некоторые самцы колибри, в частности огнегорлый колибри (Panterpe insignis) и Eulampis jugularis, разрешают самкам кормится на своей территории и собирать нектар для птенцов. Отличное поведение наблюдается у колибри — горных звёзд — кормовые территории охраняются самками, которых во время сезона размножения посещают самцы, при этом самки андской горной звезды могут угощать самцов перед копуляцией.

### Яйца
Кладка одной самки колибри всегда состоит из двух белых неглянцевых яиц овальной формы, только у полосатохвостой эуферузы (Eupherusa eximia), самки которой при выстилке гнезда используют красный мох, яйца окрашиваются в ярко-розовый цвет. В кладке колибри-отшельников, бородатых колибри (Threnetes), колибри, колибри-амазилий и калипт (Calypte) возможны три или четыре яйца, при этом дополнительные яйца, по-видимому, заложены другой самкой.
Яйца колибри очень малы и могут варьировать от 11 × 8 мм у колибри-пчёлки (в некоторых источниках встречаются размеры 7 × 5 мм и масса 0,37 грамм у яиц карликовой пчёлки) до 20 × 12 мм у исполинского колибри. Масса яиц мелких видов колибри — краснобрюхого солнечного колибри и великолепной кокетки (Lophornis magnificus) — составляет 0,4 г, а яиц исполинского колибри — 1,4 г. При этом у последнего масса двух яиц составляют около 15 % от массы самки, а у маленьких колибри — до 35 %. По всей видимости именно сильными затратами энергетических ресурсов объясняется тот факт, что маленькие колибри, в частности колибри — розовые эльфы и колибри-кокетки (Lophornis), в отличие от средних и крупных, обычно делают только одну кладку в год. По другим сведениям, тропические колибри могут откладывать яйца два—три раза в год, а птицы, у которых сезон размножения привязан к тёплому времени года или к сезону дождей, — один. Как правило самки пытаются сделать вторую или третью кладку, если что-то случилось с первоначальной на ранних стадиях.
Чаще всего колибри откладывают яйца ранним утром, перед откладыванием второго яйца проходит два дня, реже — один или три. В этот промежуток самки могут продолжать строительство гнезда и время от времени садиться на яйцо. Регулярная инкубация начинается с момента закладки второго яйца. По другим данным, инкубация начинается с момента закладки первого яйца и птенцы появляются последовательно. В течение дня самки колибри сидят на яйцах 75—90 % времени. Учитывая, что обычно колибри потребляют нектар каждые 6—10 минут, такая способность обеспечивается за счёт уменьшения температуры тела от 41 до 32 °C, что приводит к экономии почти 50 % энергии. Инкубационный период в среднем продолжается 16—19 дней и варьирует от 14—16 дней у Basilinna leucotis до 22—23 дней у колибри — горных звёзд. В ранних источниках встречается информация об очень коротком инкубационном периоде в 9—12 дней, но такой срок не был подтверждён более поздними исследованиями.

### Птенцы
Птенцы колибри остаются в гнезде 23—26 дней, в Андах — до 30—40 дней (по другим данным покидают гнездо на 25—35 день). За это время они проходят три стадии развития.
Птенцы вылупляются слепыми и беспомощными. В течение первых пяти дней оперение практически отсутствует, за исключением двух рядов эмбрионального пуха длиной около 5 мм на спине. Пух обычно светло-бежевого или тускло-серого цвета, прикреплён к контурным перьям. Обычно у маленьких птенцов короткие клювы, но они быстро удлиняются. В это время птенцы в гнезде неактивны и не издают никаких звуков. Когда самка с едой приземляется на край гнезда, она трогает своим клювом птенцов около глаза, чтобы они подготовились к кормлению. Для искусственного вскармливания птенцов такого возраста, используют тот же приём, касаясь спичкой птенцов около глаз. Птенцы получают нектар и крошечных членистоногих, которые самка отрыгивает, вставляя тонкий клюв в рот каждого птенца. Самка колибри кормит выводок днём примерно два раза в час. Известно случаи, когда птицы кормят не только собственных птенцов, однако обычно они преследуют любого, кто приближается к гнезду.
В возрасте до девяти дней у птенцов открываются глаза и развиваются крупные перья крыльев, хвоста и спины, при этом у них остаётся эмбриональных пух, а сами они всё ещё не издают никаких позывок. Самка с едой в это время парит над гнездом, часто махая крыльями, что приводит к колебаниям пуха у птенцов и побуждает их открыться для кормления. Они остаются в довольно свёрнутом положении, но слегка приподнимаются в гнезде. При искусственном вскармливании для имитации этого эффекта на спину птенцов дуют через соломку. Самки колибри продолжают греть птенцов своим теплом первые 7—12 дней, после чего птенцы могут самостоятельно регулировать температуру тела и не нуждаются в дополнительном материнском тепле. В течение 10—12 дней птенцы достигают почти 80 % взрослой массы. Неблагоприятные погодные развития могут замедлить развитие на несколько дней, они также оказывают сильное влияние на смертность птенцов, которые ещё не умеют самостоятельно контролировать температуру.
Во время третьего периода, который продолжается до того момента, когда птенцы покидают гнездо, они уже почти полностью покрыты перьями. Примерно с 15-го дня птенцы часто сидят днём на краю гнезда, повернувшись спиной к нему. Кормление также начинается после колебаний пуха на спине. В лабораторных условиях на 10-й день у птенцов пинцетом удаляли пух, и они переставали реагировать на приближение самок с едой до тех пор пока не начинали видеть её через пару дней. В возрасте 15—18 дней, незадолго до вылета из гнезда, птенцы становятся более активными, начинают чистить оперение и разглядывать птиц около гнезда. Самка продолжает кормить птенцов ещё 18—25 дней после того, как они вылетели из гнезда, иногда до месяца. Известно о птицах, которые кормили птенцов через 40—65 дней после их появления на свет. Молодые птицы наблюдают за взрослыми и быстро учатся следовать за ними на кормовые территории и потреблять нектар, при этом они могут атаковать друг друга. Некоторые североамериканские колибри посещали птенцов в первом гнезде во время повторной инкубации. При повторной кладке, которая отмечается у некоторых видов колибри, включая Basilinna leucotis, колибри-архилохусов, самки начинают строить втрое гнездо ещё во время кормления первого выводка.
Оперение молодых птиц похоже на оперение взрослых самок, но является более тусклым. Взрослое оперение молодая птица приобретает в течение первого года. Только у некоторых колибри, в частности вымпелохвостых колибри и фернандесского огненношапочного колибри, оперение позволяет определить пол молодых особей. Птенцы первого года Phaethornis longirostris и некоторых других видов колибри не линяют. Уже на следующий год птицы становятся половозрелыми.

### Поведение около гнезда
Птенцы колибри, выращиваемые в открытых куполообразных гнёздах, не производят жалобных позывок, а птенцы, выращиваемые в полузакрытых или полностью закрытых гнёздах, начинают шуметь через 4—6 дней после появления на свет. Непрерывные громкие позывки на высокой частоте помогают локализовать положение сидящих птенцов в густой растительности. Очевидно, что тишина является своеобразной защитой от хищников — колибри вынуждены строить открытые гнёзда, доступные с лёту, а лишний шум птенцов привлекает внимание ящериц, змей и хищных птиц. Очень пронзительные тревожные сигналы на ещё более высокой частоте могут принадлежать как птенцам, так и взрослым обоих полов, и обычно связаны с обнаружением хищников вблизи кормовой или гнездовой площадки.
Чтобы избежать внимания хищников самки используют несколько стратегий приближения к гнезду и удаления от него. В частности, они подлетают к гнезду зигзагами или быстрыми полукругами. Самки ушастых колибри при вылете из гнезда располагают крылья и хвост горизонтально и выполняют снижение по спирали, напоминающее падающие листья. При этом исследования показали, что скорость птиц во время этого манёвра совпадает со скоростью листьев при падении. Самки колибри-якобинов при вылете из гнезда имитируют полёт мотылька, постоянно поднимаясь и опускаясь, что привлекает внимание к самой птице, а не к гнезду.

### Смертность и возраст
Для колибри характерна высокая смертность в раннем возрасте. Успешные показатели размножения у некоторых тропических видов варьируют от 20 до 40 %, а в случае колибри — горных звёзд и шлемоносных колибри составляют 60 %. При этом чаще всего у горных звёзд потери связаны с неблагоприятными климатическими условиями и реже с разорением гнёзд хищниками. В то время как у североамериканских колибри успешные показатели в целом идентичны, достигая 60 % у трёхцветного селасфоруса, смертность в основном связана с хищниками. Данные о доле выживших в год малочисленны, у североамериканских видов этот показатель составляет от 40 до 50 %.
Лишь немногие позвоночные животные представляют угрозу для колибри. Основываясь на случайных наблюдениях, основными хищниками по-видимому являются врановые (Corvidae), тукановые (Ramphastidae) и некоторые летучие мыши, которые грабят гнёзда. Помимо них на птиц могут нападать лесные соколы (Micrastur), воробьиные сычи (Glaucidium) и змеи. При обнаружении потенциального врага колибри совершают быстрые атаки, сопровождающиеся чередой высоких предупреждающих сигналов, которые привлекают других птиц. Известно о случаях, когда колибри атаковали воронов и ястребов.
В дикой природе максимальный возраст в среднем составляет 5—8 лет, в неволе птицы живут на несколько лет дольше. Рекордные показатели принадлежат особям синегорлого сверкающего колибри, возраст которого составлял 12 лет, и рубиновогорлого колибри — 11 лет.

## Эволюция
Разделение предков стрижей и колибри произошло вместе с отделением от Гондваны большой тектонической плиты, на основе которой возникла Южная Америка, в начале третичного (65 млн лет назад) или в конце мелового периода (70 млн лет назад). Учёные полагают, что колибри оформились не раньше миоцена, их предки походили на стрижей, они имели бо́льшие размеры и менее длинный клюв по сравнению с современными представителями семейства. В 2004 году в Германии были обнаружены ископаемые остатки Eurotrochilus inexpectus — вымерших птиц, относящихся к стем-группе колибри и принадлежащих раннему олигоцену. До обнаружения эуротрохилюсов ближайшим предком современных колибри из стем-группы считались Jungornis раннего олигоцена, найденные на Кавказе. Более ранними предками колибри называют представителей родов Paragornis и Argornis.
Из отложений верхнего плейстоцена известно несколько современных видов колибри. Челюстной и летательный аппарат колибри претерпел очень сильные эволюционные изменения за относительно короткий промежуток времени. Предки колибри обследовали венчики цветов в поисках мелких насекомых и пауков, которыми они питались, клюв птиц при этом был намного короче. Со временем в рацион всё больше входили нектар и пыльца, для лучшего доступа к которым менялись внешние и внутренние органы, а также размеры птиц. Возможно, ранние колибри, как и стрижи, совместно ухаживали за птенцами и откладывали больше яиц. Уменьшение кладки колибри ослабило нагрузку на самок, самцы при этом получили возможность за длинный сезон размножения найти себе несколько партнёрш.
Вместе с птицами эволюционировали и растения. Они стали цвести днём, приобрели особую форму цветов, постепенно потеряли запах, чтобы не привлекать насекомых, и изменили цвет. Кэрен и Верн Грант выдвинули гипотезу, что большая часть растений, опыляемых колибри, произошла от предков с голубыми цветами, опыляемых в основном пчёлами и в меньшей степени дневными и ночными бабочками. Вследствие этих изменений колибри и опыляемые ими цветы приобрели более узкую специализацию.

## Систематика
Сестринские отношения семейства колибри продолжают оставаться предметом дискуссии. Международный союз орнитологов поддерживает традиционную классификацию, согласно которой, на основе анатомических и морфологических особенностей, в первую очередь связанных с полётом, семейство колибри входит в отряд стрижеобразных, при этом остаётся неясным, является такое сходство признаком общей родословной, или конвергентной эволюцией. Исследования XXI века подтверждают традиционную классификацию, в частности колибри и стрижи имеют общую структуру фермента малатдегидрогеназа. Монофилия отряда стрижеобразных поддерживается большинством орнитологов. Колибри выделяют в подотряд Trochili, однако некоторые учёные размещают их в отдельном отряде.

### Исторический очерк
Французские путешественники описали колибри в Бразилии ещё в 1558 году. В 1671 году в британском журнале «Philosophical Transactions» появилось «любопытное описание гнезда жужжащей птицы, названной так из-за шума, который она издаёт при полёте» (англ. curiosly contrived Nest of a Humming Bird, so called from the humming noise it maketh whilst it flies), а в 1693 году в том же журнале появилось подробное описание самого рубиновогорлого колибри и особенностей его питания. В десятое издание Системы природы Карла Линнея в 1758 году вошло описание 18 видов колибри (соответствуют 11 видам в классификации Питерса и 12 видам в современной классификации), после чего долгое время описание новых видов колибри шло очень медленно. В 1829—1832 годы французский натуралист Рене Примевэр Лессон выпустил три независимых книги о колибри с большим количеством цветных иллюстраций, в которых описал порядка 110 видов. Лессон дал новые названия многим уже известным видам, что привело к некоторой путанице в систематике семейства того времени.
К середине XIX века ситуация сильно изменилась. В европейских и американских кабинетах на основе экземпляров, доставленных торговцами, было описано множество новых видов. Часто они получали свои названия в честь европейской знати. Начиная со второй половины XIX века, было предпринято несколько попыток систематизировать положение внутри семейства. Пятитомная монография британского орнитолога Джона Гульда, посвящённая колибри, увидела свет в 1849—1861 годы. Автор описал 416 видов птиц из 123 родов и разместил 360 литографий, раскрашенных вручную. Несмотря на хаотичную классификацию и несоответствие некоторых названий в тексте и литографиях, книга стала образцом подобных научных трудов. Гульд первым выделил обособленную группу колибри-отшельников в отдельное подсемейство. В 1878 году номенклатура семейства подверглась очередному пересмотру в работе американского орнитолога Даниэля Жиро Эллиота, который дал описание всем известным на тот момент видам, а также определил множество родов, дал им ключевые характеристики и снабдил детальными иллюстрациями. В 1890 году американский орнитолог Роберт Риджуэй дал характеристику всему семейству, а также подробное описание 17 видов, которые обитают на территории США. Более поздняя работа этого учёного, увидевшая свет в 1911 году, включала описание около 150 видов колибри, которые по мнению автора обитают к северу от Панамского перешейка и в Вест-Индии. В ней Риджуэй предложил деление колибри на три подсемейства, сохранив колибри-отшельников, а из подсемейства типичных колибри выделив подсемейство Lophornithinae, включающее колибри-кокеток и ракетохвостых колибри. Риджуэй основывался на географическом ареале птиц и на особенностях оперкулума, покрывающего ноздри.
В 1921 году вышла книга «Histoire Naturelle» французского орнитолога Эжена Симона, которая включала очередную систематику семейства. В неё вошло 489 видов колибри, представляющих 188 родов. Несмотря на то, что она намного слабее более ранних работ учёного, она всё равно оказала влияние на последующие исследования, включая классификацию американского орнитолога Джеймса Ли Питерса, опубликованную в 1945 году и принятую большинством научного сообщества на долгие годы. Современная классификация колибри базируется на пятом томе его «Check-List of Birds of the World». Классификация Питерса ознаменовала конец «золотого века» колибри, новые виды с тех пор описывали крайне редко. В середине XX века вышло несколько книг, описывающих биологию колибри, лётные характеристики, оперение, особенности питания и взаимоотношения с растениями, опыляемыми птицами. Среди них работы Александра Фрэнка Скатча «The Life of the Hummingbird» (1973), Кэрен и Верна Грантов «Hummingbirds and Their Flowers» (1968).
Исследования второй половины XX века снова подняли вопрос о родстве стрижей и колибри. Джером Кон (Jerome E. Cohn) в 1968 году провёл критический анализ скелетов этих двух семейств. Он отметил, что несмотря на заметное сходство таких частей скелета, как увеличенная грудина, сильные кости крыла, короткая плечевая кость и длинная пряжка, лучевая и локтевая кости колибри пропорционально короче, чем у стрижей, а фаланги — длиннее. Грудина колибри также длиннее, при этом крылья — короче. Таким образом, по мнению Кона колибри во многом схожи с воробьинообразными, а стрижи — с козодоеобразными. Сильная мускулатура предплечья позволяет колибри трепещущий полёт, а стрижам даёт высокую скорость и манёвренность. Кон предложил выделить колибри в отдельный отряд Trochiliformes. Учёные, поддерживающие точку зрения Кона, расположили этот отряд в самом верху филогенетического дерева птиц, там, где обычно находятся дятлы.

### Современная классификация
Международный союз орнитологов включает в семейство колибри 366 видов из 112 родов — это одно из самых многочисленных семейств птиц, в Новом Свете по количеству видов его превосходит только семейство тиранновых (Tyrannidae). В пределах семейства традиционно выделяют два подсемейства: типичные колибри (Trochilinae) и колибри-отшельники (Phaethornithinae).
Подсемейство колибри-отшельников в настоящее время включает шесть родов: колибри-отшельники (Glaucis), бородатые колибри (Threnetes), колибри-рамфодоны (Ramphodon), орлиноклювые колибри (Eutoxeres), Anopetia (монотипический род, включающий только рыжебородого солнечного колибри (Anopetia gounellei)) и солнечные колибри (Phaethornis). В их окраске преобладают пигментные коричневатые, сероватые и красноватые оттенки, радужные цвета обычно ограничены. Из-за длинного клюва птицы предпочитают цветы с глубокими венчиками. Во время сезона размножения самцы собираются в песенные ансамбли, они рекламируют себя распушая хвост и широко открывая клюв, демонстрируя жёлтую, оранжевую или красную внутреннюю часть нижней челюсти. Гнёзда колибри-отшельников часто конусообразные, обычно подвешены или прикреплены к длинному узкому листу, вертикальному корню или веточке, расположены по берегам рек, в пещерах или даже на мостах. Птицы обычно обитают в тропических лесах или в густом кустарнике. Исследования показали, что колибри-отшельники образуют монофилетическую группу внутри семейства.
Типичные колибри разнообразны и разнородны, подсемейство включает около сотни родов и 90 % всех видов колибри, что заставляет некоторых таксономистов искать признаки для дальнейшего разделения подсемейства. Для самцов характерно радужное оперение головы и других частей тела ярких металлических оттенков красного, оранжевого, зелёного и синего цветов, различные воротники, гребешки и модифицированные хвостовые перья. Самки часто не имеют яркой окраски. Яркие типичные колибри как правило демонстрируют территориальное поведение, лишь несколько видов формируют песенные ансамбли. Длина клюва может варьировать от нескольких миллиметров до 12 см. Преимущественно чашевидные гнёзда типичных колибри прикреплены к веткам. Среда обитания чрезвычайно разнообразна и включает пустыни, мангровые и тропические леса и многолетние луга. Видовые отношения остаются плохо изученными, признаки для определения родов и видов практически не отличаются, из-за чего в подсемействе более 50 % монотипических родов.
Вместе с тем, учёным удалось выделить среди типичных колибри несколько основных групп. На основе различной структуры мышцы крыла Musculus tensor patagii brevis типичных колибри делят на три группы: в примитивном состоянии мышца у Androdon, Doryfera, Florisuga, Colibri, Anthracothorax, Eulampis, Chrysolampis, Polytmus, Topaza и Heliothryx, более развитое состояние обнаружено у Campylopterus, Orthorhyncus, Stephanoxis, Lophornis, Discosura, Chlorostilbon, Cynanthus, Cyanophaia, Thalurania, Panterpe, Damophila, Lepidopyga, Hylocharis, Amazilia, Trochilus, Lampornis, а также у андских и североамериканских таксонов, высоко развита мышца у Calliphlox и Chaetocercus. Используя это разделение в качестве основы и применяя дополнительные критерии, учёные условно разделили подсемейство на одиннадцать кластеров:
- «зубчатоклювые» (англ. «tooth-bills»): зубчатоклювые колибри[англ.][4] (Androdon) и ланцетоклювы (Doryfera) — окраска хвостовых перьев, структура песен, брачных ритуалов, примитивная структура ременной мышцы (Musculus splenius capitis);
- «саблекрылы и манго» (англ. «sabrewing-and-mango»): колибри-саблекрылы (Campylopterus) (включая роды Phaeochroa[англ.], ширококрылые колибри (Eupetomena), бронзовые колибри[англ.][4] (Aphantochroa)), колибри-якобины (Florisuga) (включая устаревший род Melanotrochilus), колибри (Colibri), колибри-манго (Anthracothorax) (включая род Avocettula[англ.]), топазовые колибри (Topaza), гранатовые колибри[англ.][4] (Eulampis), Chrysolampis, хохлатые колибри (Orthorhyncus), колибри-клаисы (Klais), делаландовы колибри[англ.][4] (Stephanoxis) и колибри-абейлии[4] (Abeillia) — сложная структура шейной мускулатуры, особенности вокализации, похожие по форме и структуре компактные гнёзда;
- «кокетки» (англ. «coquettes»): колибри-кокетки (Lophornis) и ракетохвостые колибри (Discosura) (включая устаревший род Popelairia) — гнёзда, брачное поведение самцов;
- «настоящие изумруды» (англ. «true emeralds»): колибри-горные звёзды (Trochilus) и изумрудные колибри (Chlorostilbon) (включая род Chlorestes[англ.]) — оперение, рисунок песни во время сезона размножения, структура и расположение гнёзд;
- «изумруды» (англ. «emeralds»): огненногорлые колибри[4] (Panterpe), колибри-эльвиры[англ.][4] (Elvira), эуферузы[англ.][4] (Eupherusa), краснощёкие колибри[англ.][4] (Goethalsia) и гольдмании[англ.][4] (Goldmania) — особенности окраски маховых перьев;
- «лесные нимфы и сапфиры» (англ. «woodnymph-and-sapphire»): колибри-цинантусы[англ.][4] (Cynanthus), колибри-талурании (Thalurania), колибри-дамофилы[англ.][4] (Damophila), колибри-лепидопиги[англ.][4] (Lepidopyga), колибри-сапфиры (Hylocharis) и колибри-хризуронии[англ.][4] (Chrysuronia) — особая структура шейной мускулатуры, уникальный полёт самцов, структура гнезда;
- «амазилиновые изумруды» (англ. «amaziline emeralds»): белогорлые колибри[англ.][4] (Leucochloris), златогорлые колибри (Polytmus), колибри-леуциппусы (Leucippus), колибри-амазилии (Amazilia) — форма и расположение гнезда, структура шейной мускулатуры;
- «горные самоцветы» (англ. «mountain gems»): снежношапочные колибри[англ.][4] (Microchera), цветноголовые колибри[англ.][4] (Anthocephala), сверкающие колибри (Lampornis), Basilinna[англ.] и гранатовогорлые колибри[англ.][4] (Lamprolaima) — особенности оперения;
- «бриллианты» (англ. «brilliants»)): колибри-клитолемы[англ.][4] (Clytolaema), колибри-бриллианты (Heliodoxa), колибри — лесные нимфы[англ.][4] (Hylonympha) и лиловогрудые колибри[англ.][4] (Sternoclyta) — оперение около клюва, окраска горла, вокализация;
- «андская клада» (англ. «Andean clade») состоит из пяти подкластеров на основе положения крыла во время сидения на ветке, тревожных и рекламирующих позывок, особенностей оперения, формы и расположения гнезда:
  - белохвостые колибри[англ.][4] (Urochroa), венценосные колибри (Boissonneaua) и колибри — солнечные лучи (Aglaeactis);
  - колибри — горные звёзды (Oreotrochilus), горные колибри (Lafresnaya), колибри-инки (Coeligena), колибри-мечеклювы[англ.]* (Ensifera), голубокрылые колибри (Pterophanes), исполинские колибри (Patagona) и огненношапочные колибри (Sephanoides);
  - колибри-нимфы (Heliangelus), колибри-эрионы (Eriocnemis), колибри-хаплофедии (Haplophaedia), бенджаминовы колибри (Urosticte) и колибри-знаменщики[англ.][4] (Ocreatus);
  - колибри-лесбии[4] (Lesbia), колибри-сафо[англ.][4] (Sappho), колибри-кометы[англ.][4] (Polyonymus) и короткоклювые колибри[англ.][4] (Ramphomicron);
  - колибри — горные нимфы[англ.][4] (Oreonympha), шлемоносные колибри[англ.][4] (Oxypogon), колибри-металлуры (Metallura), блестящехвостые колибри (Chalcostigma), колибри-шпагоклювы[англ.][4] (Opisthoprora), Taphrolesbia[англ.] и колибри-сильфы (Aglaiocercus);
- «ангелы и лесные звёзды» (англ. «starthroat-and-woodstar»): колибри-ангелы (Heliomaster), оазисные колибри[4] (Rhodopis), перуанские колибри[англ.][4] (Thaumastura), искрохвостые колибри[англ.][4] (Tilmatura), колибри-дорихи[англ.][4] (Doricha), аметистовые колибри (Calliphlox), бурмейстеровы колибри[англ.][4] (Microstilbon), украшенные колибри[англ.][4] (Calothorax), Колибри-пчёлки (Mellisuga), колибри-архилохусы (Archilochus), калипты (Calypte), колибри-эльфы (Atthis), колибри-каллиопы (Stellula), ленточные колибри[англ.][4] (Myrtis), короткохвостые колибри[англ.][4] (Myrmia), колибри — розовые эльфы[англ.][4] (Chaetocercus) и колибри-селасфорусы (Selasphorus) — оперение, структура песен, брачное поведение, форма и расположение гнёзд.

Связи внутри семейства остаются слабо изученными из-за того, что исследования обычно затрагивают небольшое число таксонов. Конвергентной эволюции внутри семейства, когда многие, не связанные близким родством виды, демонстрируют существенное сходство, способствовали адаптация к сложному полёту, особенности питания, требования при выборе партнёра. Построению филогенетического дерева мешает малое количество остатков ископаемых колибри и отсутствие достоверной биогеографической исторической информации, позволяющей учитывать эволюцию во времени и пространстве. Исследования с помощью молекулярной биологии охватывают менее 10 % всех видов колибри. Они подтверждают деление на два подсемейства и относительные положения некоторых родов, однако вступают в противоречие с ранее построенными классификациями по другим таксонам. Из-за малого охвата, а также того факта, что зачастую в исследовании анализировался только один вид из рода, большинство таксонономистов скептически относятся к этим результатам, тем более что некоторые исследования, используя схожие методы, привели к другим результатам. Вместе с тем, в 2014 году было выполнено секвенирование полной геномной последовательности калипты Анны.
Довольно часто в музейных коллекциях обнаруживаются гибриды или меланиновые морфы отдельных видов. Неясные таксоны учёные относят к межродовым гибридам, что только подтверждает предположение, что роды в классификации колибри избыточны. Отсутствие внутриродовых гибридов среди североамериканских колибри, которые все относятся к кластеру «ангелы и лесные звёзды» и регулярно гибридизуются между родами, позволяет предположить, что в основе эволюционных изменений лежит развитие внутриродовых признаков, без одновременного развития межродовых. Помимо них известны гибриды Eugenes x Cynanthus, Heliodoxa x Heliangelus и Aglaiocercus x Thalurania. Из-за сходства оперения гибрида часто можно определить только по биогеографической и морфометрической информации. В частности, Amazilia distans из восточной Венесуэлы ранее считался отдельным видом, а в настоящее время — гибридом Polyerata fimbriata elegantissima и Hylocharis cyanus viridiventris.
В период с 1946 по 1995 годы было описано 23 новых вида колибри (8 колибри-отшельников и 15 типичных колибри). После тщательной ревизии только 1 вид колибри-отшельников (Phaethornis koepckeae) и четыре вида типичных колибри (Heliangelus regalis, Eriocnemis mirabilis, Metallura iracunda и Metallura odomae) были признаны. Вероятно, в ближайшем будущем могут быть обнаружены новые виды колибри в изолированных районах Анд и их предгорий, кроме того, подвиды некоторых видов успешно развивают механизмы репродуктивной изоляции и могут быть признаны полноценными видами, как это произошло с Trochilus polytmus и Trochilus scitulus

## Взаимоотношение с человеком
Отношение человека к колибри характеризуются исключительно положительными эмоциями, что выразилось в их именах: топазы, сапфиры, аметисты, бриллианты, небесные сильфы, эльфы, феи, лесные нимфы, горные звёзды и другие. В XIX веке яркое оперение колибри было модным украшением дамских шляп и одежды, из него изготавливались искусственные цветы. Шкурки колибри из Южной Америки тысячами продавали на рынках Европы. В Лондоне в 1888 году было продано примерно 400 тысяч птичьих шкурок, многие из которых принадлежали колибри, а за один месяц около 12 тысяч шкур колибри, а в 1904—1911 годы один аукционный дом продал 152 тысячи шкурок. Доставляемые в Британию и на европейский континент шкурки позволили орнитологам описать много новых видов колибри, некоторые из которых ни разу не были обнаружены с тех пор.
Колибри редко употребляют в пищу, хотя они являются главным ингредиентом южно-бразильского блюда «passarinhos com polenta».

### Колибри в неволе
Люди всегда хотели научиться содержать колибри в неволе. Во время Всемирной выставки в 1851 году Джон Гульд продемонстрировал в Лондонском зоологическом саду полторы тысячи колибри, что привлекло внимание 75 тысяч посетителей, включая королеву Викторию. Гульд, как и Джон Лейтем, смог доставить птиц через Атлантику, но вскоре после прибытия они всё равно погибли. В 1876 году в Париже содержали 50 особей, принадлежащих шести видам. В ноябре 1905 года в Лондонском зоопарке появился сверкающий колибри, который погиб, не прожив и двух недель в неволе. Потери из-за перевозки сократились только с распространением воздушного транспорта.
Много времени потребовалось и для получения правильной формулы искусственного нектара, содержание белка в котором сильно варьирует от вида к виду. Британский коллекционер редких птиц Альфред Эзра пришёл к выводу, что корм колибри в неволе должен содержать протеины, жиры, минералы и витамины, баланс которых был выведен экспериментальным путём немецким специалистом Вальтером Шайтхауэром (Walter Scheithauer) и сформулирован в популярной книге о колибри, опубликованной в 1966 году на немецком языке и годом позже на английском. В настоящее время в неволе содержится около 80 видов колибри, только 5—10 % из них достигают двухлетнего возраста.
Особенно много времени заняло изучение техники размножения в неволе. В 1959 году в зоологическом саду в Кливленде, штат Огайо, появились птенцы у пары вымпелохвостого колибри (Trochilus polytmus). Тот же вид первым дал потомство в европейском зоопарке в Вуппертале в Германии в 1977 году. С 1950-х годов только 20 видов колибри смогли успешно вывести потомство в неволе, хотя попытки предпринимались примерно с третью из всех содержащихся в неволе птиц. Известно, что колибри даже не будут пытаться размножаться, если не смогут выполнить свои брачные ухаживания. Также проблему представляют агрессивное поведение колибри и различные заболевания, в частности, микозы.

### Охрана
Уже в 1851 году Эмилио Иоаким да Силва Майя из Национального музея Бразилии говорил о сокращении разнообразия колибри, а также о том, что некоторые виды описаны только на основании шкурок, и никогда не встречались в природе. Однако, учёные считают, что коллекционирование не стало основной причиной сокращения популяции. Угрозу численности и видового разнообразия колибри составляет вырубка лесов под поля или для древесины, которая, впрочем, слабо затрагивает виды, которые водятся на среднегорье. Простые требования при обустройстве гнезда, а также достаточное количество цветов даже в лесах, очищенных от самых крупных деревьев, ставят колибри в более выгодное положение по сравнению с другими птицами Центральной и Южной Америки. Чрезмерное применение пестицидов угрожает колибри на ананасовых плантациях в Бразилии, где они умирают в большом количестве. В Новой Шотландии в Канаде, где в лесной практике используются гербициды, колибри не гнездятся, но по всей видимости это не связано с возможностью отравления птиц.
Известно, что 128 видов колибри обитают на территориях площадью меньше 50 тысяч км², что составляет около 40 % всех видов. В Колумбии таких 37 видов, из которых 5 видов находятся под угрозой вымирания, в Перу — 26 (4), в Эквадоре — 22 (4), в Венесуэле — 22 (3), в Мексике — 16 (4), в Бразилии — 10 (1), в Боливии — 7 (0), в Чили — 2 (1). Вместе с тем, только 9 из 128 видов с ограниченным ареалом не зависят от лесов.
Семь видов колибри находятся на грани полного исчезновения — Glaucis dohrnii, сапфировобрюхая лепидопига (Lepidopyga lilliae), гондурасская амазилия (Amazilia luciae), лесная нимфа (Hylonympha macrocerca), фернандесский огненношапочный колибри (Sephanoides fernandensis), черногрудый эрион (Eriocnemis nigrivestis), бирюзовый эрион (Eriocnemis godini); шесть видов относятся к вымирающим видам — Lophornis brachylophus, Eupherusa cyanophrys, Eupherusa poliocerca, Chaetocercus bombus, берлепшева лесная звезда (Chaetocercus berlepschi), каштановобрюхая амазилия (Amazilia castaneiventris); двенадцать видов считаются уязвимыми — Thalurania ridgwayi, чёрный инка (Coeligena prunellei), Heliangelus regalis, пурпурногорлая металлура (Metallura baroni), пурпурноспинный солнечный луч (Aglaeactis aliciae), Eriocnemis mirabilis, Taphrolesbia griseiventris, ракетохвостый колибри (Loddigesia mirabilis), Eulidia yarrellii, пламенногорлый селасфорус (Selasphorus ardens), белохвостый саблекрыл (Campylopterus ensipennis) и мангровая амазилия (Amazilia boucardi). Ещё двадцать два вида близки к уязвимому положению. Данные не совпадают с BirdLife International, так как Heliangelus zusii, возможно, уже вымерли, в то время как Amazilia distans скорее всего является гибридом. Discosura letitiae — единственный вид колибри, отмеченный Международным союзом охраны природы как вид, для оценки угрозы которого не достаточно данных. Он известен по трём музейным образцам XIX века в Боливии, и скорее всего уже исчез. Изумрудный колибри Брейса — единственный вид, считающийся вымершим. Некоторые таксоны, в частности, Eriocnemis godini и Ramphomicron dorsale, не отмечали уже несколько десятилетий, у других, таких как Discosura letitiae и сапфировобрюхая лепидопига (Lepidopyga lilliae), никогда не обнаруживали самок.
В 1987 году все представители семейства колибри были включены в приложение II конвенции о международной торговле видами дикой фауны и флоры, находящимися под угрозой исчезновения (CITES), призванное ограничить торговлю живыми птицами. В приложении I находится только бронзовохвостый рамфодон (Glaucis dohrnii). Однако и без этого практически во всех странах, на территории которых водятся колибри, запрещен экспорт живых птиц.

## Колибри в культуре

### Аборигены Нового Света
В системе представлений ацтеков павшие в бою воины превращались в колибри и четыре года сопровождали Солнце в ежедневном путешествии, чтобы потом вернуться на землю за нектаром. Один из самых могущественных богов носил имя Уицилопочтли (дословно, «Колибри юга») и изображался в виде птицы, питающейся жертвенной кровью. Именно он отправил народ в долгое путешествие на юг в поисках новой земли, на которой они построили свою столицу — Теночтитлан. Одним из первых его правителей стал Уитцилиуитль («Пёрышко колибри»). Во время его правления Уицилопочтли обладал верховной властью в пантеоне богов, Шочикецаль («Птица-цветок»), которая также отождествлялась с колибри, была богиней земных удовольствий, красоты и рождения. Колибри были частью ацтекского календаря, который лежит в основе культуры и космологии народа. Накидку из перьев колибри и головное украшение с цветами, на которых кормятся колибри, носил Кетцалькоатль, величайший из богов.
Некоторые археологические памятники сохранили представление ацтеков о колибри. Церемониальный головной убор тлатоани ацтеков Монтесумы II, помимо длинных зелёных перьев хвоста квезаля (Pharomachrus mocinno), содержит большое количество перьев колибри, чередующихся с маленькими кусочками золота. Для поддержания запасов перьев ацтеки содержали колибри в специальных зоопарках. В наше время перья колибри являются важной части традиционного платья невесты в Мексике.
Также колибри присутствуют в мифологии инков и других южноамериканских народов. Среди гигантских фигур, начертанных на плато Наска в Перу, вероятно, есть и колибри.
По одной из легенд навахо, первая колибри была большой, белой и очень жадной. Она уничтожала много цветов в поисках пищи и заслужила гнев создателя, который постепенно уменьшал размеры птицы, из-за чего она почти потеряла голос, однако по просьбе других птиц создатель компенсировал это самым красивым оперением. Две легенды о ярком оперении колибри принадлежат индейцам майя. Согласно одной из них, у колибри Цхунун (Tzunuum), который умел хорошо петь, было блёклое оперение. В день своей свадьбы он опечалился из-за неуместности такого наряда, и другие птицы подарили ему свои перья. Тронутый такими подарками, колибри почти потерял голос, и Великий Дух позволил ему всегда носить брачный наряд. По другой легенде майя, после того как Великий Дух создал остальных птиц, из остатков материала он создал пару колибри, окрашенную всеми цветами. Солнце добавило перьям свет, и они засияли.
Колибри передвигаются вместе с цветением растений и часто предвосхищают дожди в засушливых районах. Их изображения обычно помещают на сосуды для воды. Народы хопи и зуни включают колибри в свои танцы дождя и украшают их изображениями ювелирные изделия из бирюзы и серебра. Считается, что колибри и их гнёзда приносят удачу. В Коста-Рике сушёные гнёзда в качестве талисманов вешают на шею, на ремни, в автомобили. В Мексике мумифицированные колибри обещают удачу и успех в любви. Разные обряды с использованием частей колибри призваны сохранить верность партнёра, успокоить злых духов.
Традиционно колибри ловят с помощью гибкой удочки длиной 6—8 метров, на конце которой находится капля липкой извести. Удочку осторожно опускают на заднюю часть птицы, когда она кормится над цветком. Также колибри оглушают стрельбой из духовой трубки.

### В современной культуре
Вслед за ацтеками образ колибри как птицы Солнца использует английский писатель Дэвид Герберт Лоуренс. В цикле «Птицы, звери и цветы» одно из стихотворений посвящено этой птице. Колибри первой появляется в темноте и тишине ещё не созданного мира, возвещает о его создании и озаряет его, а жужжание колибри становится звуком жизни. В этом стихотворении колибри пронзает не только пространство, но и время, связывая прошлое и настоящее. Подобный символизм присутствует в работе мексиканской художницы Фриды Кало «Автопортрет с терновым ожерельем и колибри». Словно распятая на терновом ожерелье птица света колибри символизирует страдания и боль от разрыва художницы с мужем.
В 1860-е годы несколько путешествий в Бразилию и Центральную Америку совершил американский художник-натуралист Мартин Джонсон Хед. Их результатом стало около пятидесяти работ с изображением колибри и орхидей.
Даже орнитологи, описывая колибри, использовали литературные приёмы. Американский натуралист Джон Джеймс Одюбон назвал их «сверкающим фрагментом радуги» («glittering fragment of the rainbow»), а Александр Вильсон, которого называют отцом американской орнитологии, посвятил им стихотворение.